# Коенман Рувім Григорович
Рувім (Роман) Григорович Коенман (нар. 1914, Російська імперія — пом. 19??) — радянський український футбольний тренер єврейського походження.

## Кар'єра тренера
У 1964 році прийняв запрошення приєднатися до тренерського штабу «Локомотива» (Вінниця). З 15 вересня 1964 року виконував обов'язки головного тренера «Локомотиву». Після чого до 1967 року працював на посаді технічного директора вінницького клубу. У 1969 році перейшов на аналогічну посаду в «Авангард» (Тернопіль). З 1971 по 1974 рік знову працював у «Локомотиві».